# 泗汾镇
泗汾镇，是中华人民共和国湖南省株洲市醴陵市下辖的一个乡镇级行政单位。

## 行政区划
泗汾镇下辖以下地区：
车站社区、农场社区、林田社区、石湾村、枧上村、泗汾村、陈家垅村、茂田村、经塘村、符田村、淇田村、茶埠塘村、双塘村、石虎村和荷家垅村。